# Geotrupes genestieri
Geotrupes genestieri är en skalbaggsart som beskrevs av Antoine Boucomont 1904. Geotrupes genestieri ingår i släktet Geotrupes och familjen tordyvlar. Inga underarter finns listade i Catalogue of Life.